# Prałatura terytorialna Isabela
Prałatura terytorialna Isabela, diecezja rzymskokatolicka na Filipinach. Powstała 12 października 1963 jako prałatura terytorialna.

## Lista biskupów
- bp Leo Dalmao (od 25 marca 2019)
- bp Martin Jumoad (21 listopada 2001 – 4 października 2016)
- bp Romulo Tolentino de la Cruz (28 stycznia 1989 – 8 stycznia 2001)
- bp José María Querejeta Mendizabal CMF (24 października 1963 – 28 stycznia 1989)